# Roskischne (Lutuhyne)
Roskischne (ukrainisch Розкішне; russisch Роскошное Roskoschnoje) ist ein Dorf im Süden der ukrainischen Oblast Luhansk mit etwa 6400 Einwohnern (2001).
Das in den 1880er Jahren gegründete Dorf ist die einzige Ortschaft der gleichnamigen Landratsgemeinde im Norden des Rajon Lutuhyne.
Im Sommer 2014 wurde der Ort im Verlauf des Ukrainekrieges durch Separatisten der Volksrepublik Lugansk besetzt.
Das Dorf liegt zwischen der Fernstraße M 04/Europastraße 40 im Westen und Süden und der Nationalstraße N 21 im Osten am Ufer der Wilchiwka (Вільхівка), einem 83 km langen Nebenfluss des Luhan, 15 km nördlich vom Rajonzentrum Lutuhyne und 12 km südlich vom Oblastzentrum Luhansk.